# Pilane gravfält

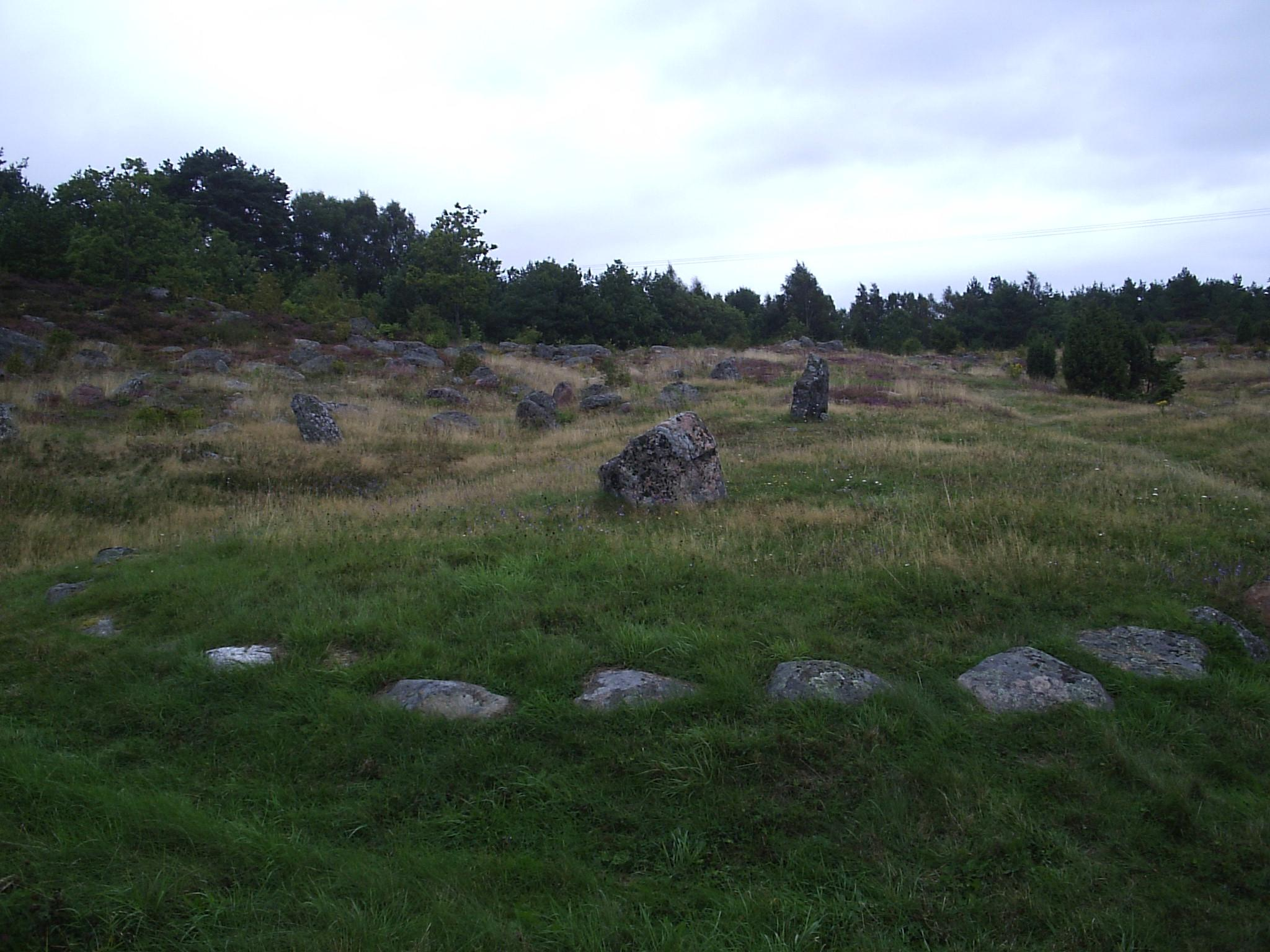
Pilane gravfält. Gravarna på bilden har mittsten och kantkedja.

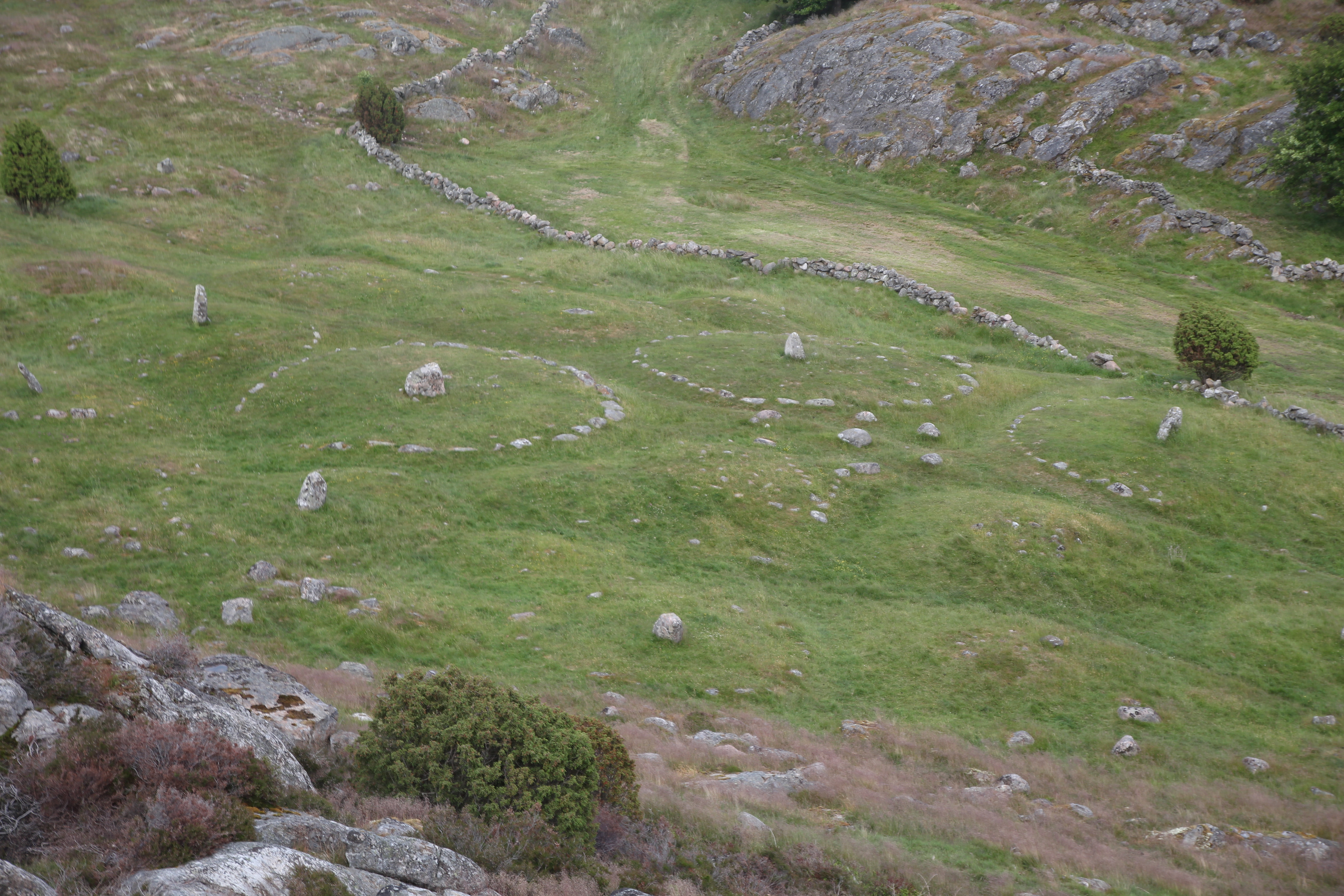
Vy över gravfältet i Pilane, Tjörn

Pilane gravfält i Klövedals socken i Tjörns kommun är ett gravfält från järnåldern, daterat till år 0–600. Gravfältet består av ett 90-tal fornlämningar, bland annat domarringar, gravhögar, runda stensättningar och resta stenar. Från gravfältet har man en vidsträckt utsikt över både land och hav.
I närheten av gravfältet ligger Basteröds hällristningar.